# Rintrah

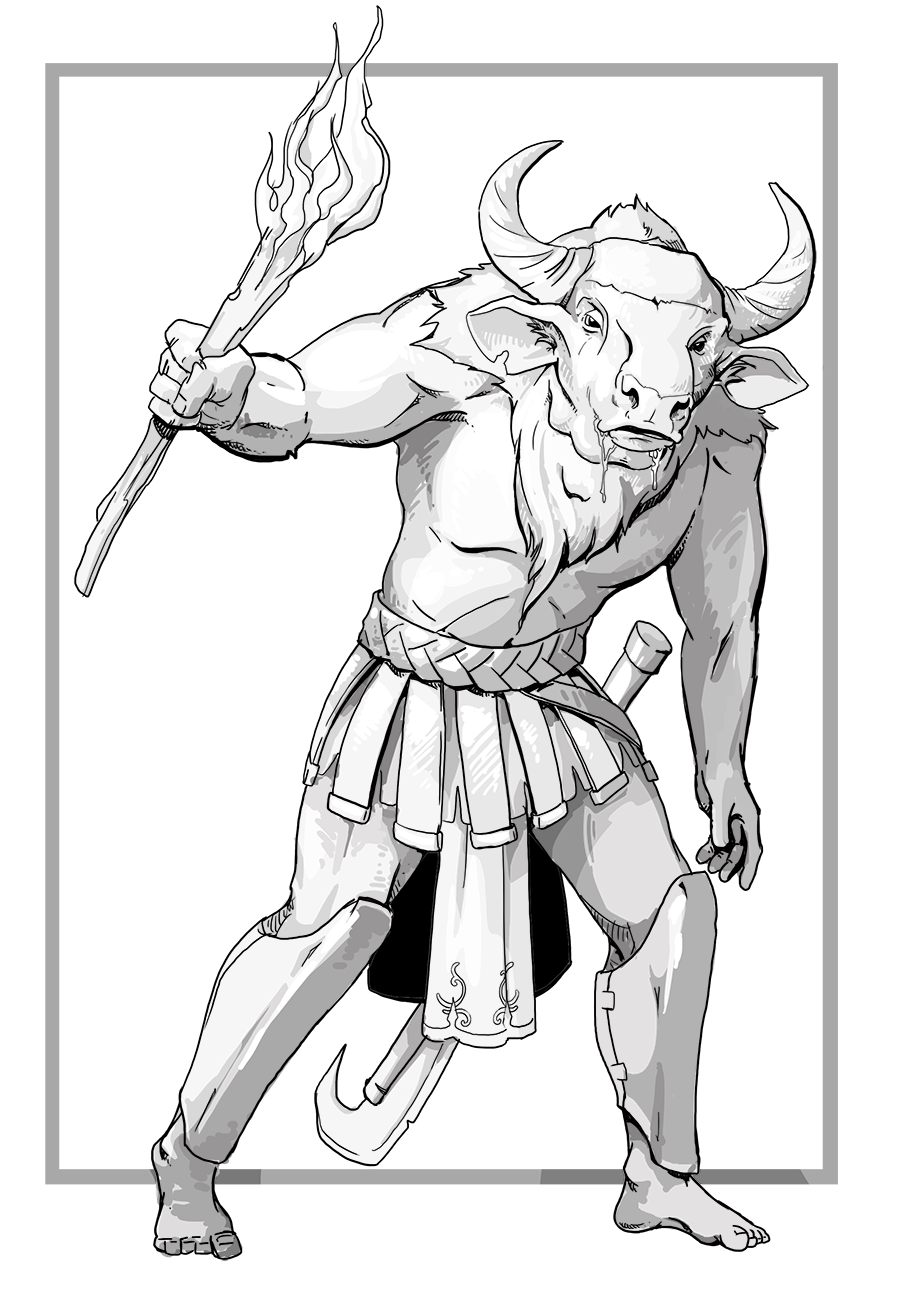
Minotauro, criatura en la que 'Rintrah' se basa.

Rintrah fue un ser místico de otra dimensión. El personaje, creado por Peter B. Gillis y Chris Warner, apareció por primera vez en Doctor Strange #80 (diciembre de 1986) de Marvel Cómics. Fue representado como un minotauro de pelo verde. En el contexto de las historias, Rintrah proviene de un planeta de otra dimensión llamado R'Vaal. Allí, debido a su sensibilidad a las fuerzas ocultas y a su potencial para convertirse en un hábil hechicero, es aprendiz de Enitharmon el Tejedor. Cuando el Doctor Extraño lleva su Capa de Levitación a Enitharmon para que la repare, el tejedor envía a Rintrah para que le devuelva la capa restaurada.
Tras entregar el manto, Strange posee brevemente, y con permiso, su cuerpo para defenderse de Urthona. Permanece con El Doctor Strange durante un breve periodo de tiempo antes de volver a su aprendizaje. Su adaptación para la versión cinematográfica respeta por completo el aspecto visual del personaje, y apareció en Doctor Strange en el multiverso de la locura en 2022, interpretado por Adam Hugill.

## En otros medios

### Videojuegos
- Rintrah aparece como personaje jugable en Marvel Contest of Champions.[4]